# Toxafeno
El toxafeno es un pesticida, que está formado al menos por 177 canfeno clorados que contiene hasta un 70% de cloro. También se conoce como canfeclor, clorocanfeno, policlorocanfeno y canfeno clorado.
Este pesticida se localiza dentro de los organoclorados, en concreto dentro del grupo de los hepatoclorados, el cual se caracteriza por tener una baja hidrosolubilidad y una elevada liposolubilidad, esto explica muchos de sus efectos tóxicos. Además tiene una semivida elevada por lo que una vez soltados al medio ambiente sufren un proceso de bioacumulación y bioamplificación en los organismos.
Este plaguicida es un sólido volátil, esto significa que aunque esté en forma sólida pasa a vapor, su aspecto es ceroso de color amarillo a ámbar que huele a trementina.

## Historia
El toxafeno fue producido por primera vez en 1945 por la compañía Hercule Powder en Estados Unidos. Este fue comercializado bajo el nombre Hercule 3956. A principio de 1970 aumentó su consumo debido a que el DDT acababa de ser prohibido. Por lo tanto, fue el pesticida más utilizado en el mundo entre  1972 y 1984. A causa de su fuerte toxicidad, fue prohibido en 1982 por la EPA (Environmental Protection Agency) en muchos países del mundo, especialmente en Estados Unidos, Canadá y los países de Europa Occidental. En 1990, fue prohibido en América Central así como en Europa del Este. Se estima que su consumo mundial fue de 1 330 000 toneladas entre 1950 y 1993, de las cuales el 40 % fue utilizado por los Estados Unidos.

En 1998, el toxafeno estuvo regulado en varios países por la firma del Convenio de Róterdam, tratado internacional sobre la gestión de productos químicos, siendo designado como producto químico CFP. 
El 23 de mayo de 2001, más de cien países firmaron el histórico acuerdo internacional del Convenio de Estocolmo que condujo a la prohibición del uso de doce contaminantes orgánicos persistentes, entre ellos el toxafeno, como algunas de las sustancias más tóxicas del mundo. El tratado entró en vigor en mayo de 2004. A pesar de su prohibición, el daño está hecho y, como otros pesticidas, el toxafeno persiste y continúa causando estragos en el medio ambiente.

## Toxicidad

### Mecanismo de acción
El toxafeno es un inhibidor de la enzima acetilcolinesterasa (AchE), actúa uniendo una serina en el sitio activo de esta enzima. Como resultado la acetilcolina se acumula y continúa actuando, por lo que los impulsos nerviosos se transmiten continuamente y las contracciones musculares no se detienen.
Los efectos neurológicos inducidos por el toxafeno pueden ser el resultado de una interrupción general de la función del sistema nervioso central.  
Por un lado, se ha demostrado que el toxafeno inhibe las ATPasas cerebrales.
Por otro lado, actúa como antagonista no competitivo del ácido γ-aminobutírico (GABA-A) en el canal de cloruro (también conocido como el sitio de unión de la picrotoxina) en los sinaptosomas cerebrales. Este antagonismo de las neuronas GABAérgicas conduce a la estimulación generalizada del sistema nervioso central al inhibir la entrada de cloruro, conduce a la hiperpolarización y aumento de la actividad neuronal. Además, la capacidad del toxafeno para inducir convulsiones está estrechamente relacionada con su afinidad por el sitio de unión a la picrotoxina.
Por último, se ha demostrado que el toxafeno altera el metabolismo de las catecolaminas en el cerebro aunque esta alteración no es suficientemente grave como para afectar de forma significativa a la acción de estas. Además, se ha evidenciado que también inhibe las ATPasas en el hígado y los riñones. Estas enzimas están involucradas en todos los aspectos de la actividad celular, su inhibición puede producir alteraciones en la función hepática y renal. Se han identificado numerosos genes que regulan el metabolismo del toxafeno a nivel hepatocelular pudiendo dar lugar a células de carcinoma tipo (HepG2).
También se ha demostrado que este compuesto induce la fagocitosis y la producción de especies reactivas de oxígeno (ROS) y apoptosis en neutrófilos humanos in vitro, y que las caspasas y las ROS probablemente estén involucradas en la degradación de las proteínas del citoesqueleto.
El toxafeno induce enzimas hepáticas de roedores (incluyendo citocromo P450 y uridina difosfato [UDP]-glucuronil transferasa) y causa agrandamiento del hígado y aumento del retículo endoplásmico liso en ratas, estimuló la producción de hormona estimulante de la tiroides en ratas, lo que resulta en hiperplasia epitelial folicular tiroidea e hipertrofia y reducción de reservas coloidales foliculares (características indicativas de una tiroides hiperactiva). Los efectos del toxafeno son similares a los provocados por el fenobarbital, un promotor de tumores de roedores no genotóxico.
Los metabolitos producidos por la degradación del toxafeno son la fuente más probable de exposición potencial de los humanos, por ello ha sido prohibido desde la década de 1980. 

### Toxicocinética
El toxafeno se absorbe después de su ingestión e inhalación, así como a través de la piel. Una vez absorbido, el toxafeno pasa rápidamente a todos los órganos del cuerpo y tiende a concentrarse en los tejidos adiposos y la masa muscular en la que se elimina lentamente. El toxafeno en circulación se metaboliza principalmente por oxidasas hepáticas de función mixta. Este compuesto y sus metabolitos se excretan en las heces y la orina. Se han encontrado productos de la hidroxilación y decloración en forma de metabolitos.
El metabolismo de este pesticida ha sido un área de poca investigación, debido a las dificultades para detectar una sustancia compleja y  multicomponente. Sin embargo, se ha visto en ratas que al administrar un compuesto del toxafeno a dosis elevadas se eliminó el 52 % de la dosis sin sufrir ningún tipo de metabolismo, del cual 37% fue eliminada en heces y un 15% fue excretado en orina durante los primeros 9 días tras la administración. Por lo tanto, el 48 % restante no había sido metabolizado.

## Efectos toxicológicos
El toxafeno es un compuesto muy irritante, actúa a numerosos niveles, cuyos síntomas de envenenamiento diferenciados entre leve moderado y crónico en humanos son:
- Envenenamiento leve:  mareo, náusea, dolor abdominal y vómito.
- Envenenamiento moderado o grave:  síntomas leves seguidos de alta irritabilidad, convulsiones y coma.  Las convulsiones se recuerdan a las  epilepsias con formación de espuma en la boca, congestión facial, convulsiones violentas o rigidez de las extremidades asociados con estupor o coma.  En los casos más graves, las convulsiones pueden ser continuas con temperaturas corporales elevadas, pérdida de conocimiento, disnea con taquicardia aguda y finalmente muerte.
- Envenenamiento crónico:  pérdida de peso y apetito, sordera temporal y desorientación.[21]

También podemos diferenciar los efectos toxicológicos del toxafenos según al nivel que afecte:
1. Sistema respiratorio: se han observado reacciones de hipersensibilidad pulmonar al toxafeno en dos trabajadores de pesticidas agrícolas egipcios, aunque este pesticida tenía estaba formulado con otros compuestos, estuvieron expuestos durante 2 meses y sufrieron de insuficiencia pulmonar aguda. En ratas, se ha demostrado que la administración oral aguda de toxafeno causa congestión y hemorragia parenquimatosa, lo que indica una respuesta inflamatoria generalizada. También se ha demostrado que la administración oral crónica de toxafeno en ratas causa disnea.
2. Sistema cardiovascular: los efectos a nivel cardiovascular por vía inhalatoria no son significativos. En cambio, cuando se administra por vía oral se han descrito distintos efectos en animales, como congestión y hemorragia de capilares cardíacos en ratas (efectos indicativos de una respuesta inflamatoria generalizada) y aumento de la frecuencia cardiaca en perros por intoxicación aguda.Por otro lado, también se ha observado una degeneración neuronal progresiva en los corazones de las ratas preñadas por intoxicación crónica durante el embarazo.
3. Sistema hematológico: no se han observado cambios cuando se administra el toxafeno por vía inhalatoria. Aunque se ha descrito la presencia de eosinofilia en sangre, y globulina sérica alta, en trabajadores egipcios de pesticidas agrícolas, cuando se pulverizó el toxafeno durante 2 meses. Aunque este pesticida tenía estaba formulado con otros compuestos.
4. Sistema gastrointestinal: por vía oral se ha observado una dilatación de las venas y hemorragia intestinal en conejos sumergidos en una suspensión de polvo de toxafeno durante 2 minutos.
5. Hígado: no hay estudios sobre los efectos hepáticos en humanos después de la exposición por inhalación al toxafeno. Pero en animales se ha visto necrosis hepatocelular en ratas hembras que sobrevivieron a la exposición..
6. Riñón: por vía inhalatoria no se han encontrado efectos en este sistema. Sin embargo, al ser esta es su vía de eliminación, por administración oral si tiene efectos como la oliguria y la hematuria. Estos efectos los comparte con otros organoclorados como el DDT o la clordecona.
7. Dermatológico: no se han podido asociar efectos dérmicos en humanos por la exposición a un aerosol de toxafeno. Tampoco, se localizan estudios sobre los efectos dérmicos en animales después de la exposición por inhalación al toxafeno. También, se ha informado de alopecia y pelo áspero en ratas y ratones que recibieron toxafeno de la dieta durante hasta 80 semanas.
8. Oculares: el toxafeno produce una inflamación y agrandamiento de las glándulas tarsianas del ojo, también en los divertículos impactados del párpado en monos Macaca fascicularis.
9. Peso corporal: no hay estudios disponibles en humanos o animales después de la exposición por inhalación al toxafeno. Estudios por vía oral en ratas han demostrado que no hay un aumento de peso que se considere significativo.
10. Sistema inmunológico: produce inmunosupresión porque daña IgG en las etapas de maduración, también altera la producción de IgM afectando a las alergias. Las pruebas de citometría de flujo mostraron que el único efecto sobre los subconjuntos de leucocitos y linfocitos fue una reducción en los linfocitos B absolutos. Estas conclusiones son una extrapolación, de los datos obtenidos en el laboratorio usando animales de experimentación, en concreto ratas.
11. Sistema nervioso central: produce convulsiones, la dosis necesaria para inducirlas en humanos ha sido estimada aproximadamente 10 mg/kg, además con esta dosis también se produce una excesiva salivación y náuseas pudiendo llegar al vómito. Estos efectos, sobre todo las convulsiones, pueden ser controladas con barbitúricos y diazepam.
12. Cáncer: los datos limitados en humanos no brindan evidencia.  A pesar de esto, ha habido estudios en los que en personas expuestas a este pesticida se ha encontrado un riesgo estadísticamente significativo mayor de cáncer rectal, melanoma, leucemia y casos positivos de linfoma no Hodgking (NHL). Sin embargo, estos estudios son limitados por el pequeño número de personas que participan.[22]

### Teratogenicidad
Se ha observado que cuando se administra toxafeno durante la gestación de ratas, la mortalidad fetal aumentó ligeramente y además el peso corporal fetal disminuyó, así como los centros de osificación esternal y caudal. 
Cuando la dosis es muy alta se ha observado una marcada mortalidad materna en ratas y ratones y un aumento de encefaloceles entre la descendencia de los ratones.

### Mutagenicidad
El toxafeno induce intercambios de cromátidas hermanas en las células linfáticas humanas con o sin activación metabólica. En un estudio se observó que mujeres que habían estado expuestas al tóxico por vía dérmica y respiratoria, y tuvieron mayor incidencia de mutaciones en linfocitos en sangre respecto a las mujeres que no fueron expuestas.

### Genotoxicidad
Para determinarla, se realizó el Test de Ames, estudios in vitro, para distintas cepas de Salmonella typhimurium y Eschericha coli. En ellos se han visto que para la mayoría de las cepas, son los metabolitos de este tóxico los que consiguen revertir la mutación.

## Identificación analítica
El toxafeno ha sido relativamente poco estudiado debido sus más de 200 congéneres que están presentes en el medio ambiente y debido a las interferencias que pueden ocurrir durante los análisis con otros compuestos organoclorados.
Las técnicas más utilizadas de forma conjunta para determinar el toxafeno y sus congéneres son la espectrometría de masas (EM) y la cromatografía de gases (GC).También se han realizado avances científicos en las técnicas de extracción de toxafeno. La extracción bajo fluido presurizado (PFE), así como la extracción asistida por microondas, son hoy más utilizadas que la extracción Soxhlet.